# اس‌اس ارونسی(۱۹۵۱)

{{Infobox ship characteristics
اس‌اس ارونسی(۱۹۵۱) (به انگلیسی: SS Oronsay (1951)) یک کشتی بود که طول آن ۷۰۸ فوت ۸ اینچ (۲۱۶٫۰۰ متر) Length overall بود. این کشتی در سال ۱۹۴۸ (میلادی)|۱۹۴۸]] ساخته شد.